# Chibchea abiseo
Chibchea abiseo is een spinnensoort uit de familie trilspinnen (Pholcidae). De soort komt voor in Peru.